# ミゲル・モロ
ミゲル・アンヘル・モロ・ムニョス（Miguel Ángel Morro Muñoz、2000年9月11日 - ）は、スペイン・マドリード州アルカラ・デ・エナーレス出身のサッカー選手。ラージョ・バジェカーノ所属。ポジションはGK。U-21スペイン代表。

## クラブ経歴
マドリード州のアルカラ・デ・エナーレスに生まれ、ユース時代はレアル・マドリードなどのカンテラに在籍した。その後、ラージョ・バジェカーノのカンテラに加入し、2019年1月31日、クラブと自身初のプロ契約を2023年まで結んだ。
2020年10月11日、トップチームのGKだったストレ・ディミトリエフスキとアルベルト・ガルシアが相次いで負傷したため、この日のCDテネリフェに先発フル出場してトップチームデビューとプロデビューを果たした。
2021年8月25日、1シーズンの間、CFフエンラブラダにレンタル移籍することが発表された。